# Виріб
Ви́ріб — будь-який предмет або набір предметів, що їх виробляють на підприємстві. Виріб це одиниця промислової продукції, кількість якої обчислюють у штуках (екземплярах). Виріб є результатом виробничого процесу.

## Класифікація виробів
У залежності від призначення вироби поділяються на:
- Вироби основного виробництва — готова продукція, що призначена для поставки (реалізації) споживачам.
- Вироби допоміжного виробництва — вироби призначені для власних потреб підприємства і служать для виготовлення виробів основного виробництва.

Вироби у залежності від наявності в них складових частин бувають:
- Нерозспецифіковні — що не мають складових частин (наприклад, деталі)[1];
- Розспецифіковні — що мають кілька складових частин (дві і більше складових частини)[1];
  - Складальні одиниці — вироби, що складаються з декількох частин, сполучених на підприємстві-виготовлювачі складальними операціями. Складовими частинами складальної одиниці можуть бути інші складальні одиниці, деталі і комплекти;
  - Комплекси — два або більше специфікованих виробів, не сполучених на підприємстві-виготовлювачі складальними операціями, але призначених для виконання взаємопов'язаних експлуатаційних функцій, наприклад комп'ютер-ноутбук і блок живлення до нього. Складовими частинами комплексу можуть бути інші комплекси, складальні одиниці, деталі і комплекти; Також, ко́мплекс — кілька розспецифікованих виробів, взаємопов'язаної призначеності, які не з'єднують між собою на підприємстві-виробнику[1].
  - Комплекти — два або більше специфікованих виробів, не сполучених на підприємстві-виготовлювачі складальними операціями, що мають спільне експлуатаційне призначення допоміжного характеру, наприклад, комплект запчастин. До комплектів також відносяться складальні одиниці і деталі, що поставляються разом з основним виробом і призначених для виконання допоміжних функцій, наприклад, спеціальний інструмент для регулювання виробу.

До покупних відносяться вироби, що не виготовляються на даному підприємстві, а отримуються ним у готовому вигляді, окрім тих, що надходять у порядку кооперації. До виробів, що отримуються по кооперації відносять складові частини розробленого виробу, які виготовляються на іншому підприємстві по конструкторській документації, що входить в комплект документів розробленого виробу.

## Технічна інформація про виріб
Технічна інформація про виріб це сукупність даних про функційне призначення, форму, матеріал, розміри виробу та експлуатаційних вимог, що ставляться до нього.

### Функційне призначення
Будь-який виріб в процесі експлуатації виконує свою функцію (призначення). Наприклад, слюсарні лещата служать для нерухомого закріплення заготовки деталі при її обробленні. У цьому полягає їх функційне призначення, яке визначає експлуатаційні вимоги, що ставляться до виробу: нерухоме закріплення лещат на слюсарному столі, плавне зближення губок лещат, здійснюване за рахунок відповідного кроку різі гвинтового механізму, зусилля затиснення, яке може створити гвинтовий механізм при ручному обертанні гвинта тощо.

### Форма виробу
Форма виробу переважно визначається його функційним призначенням. Форма автомобіля чи літака у значній мірі визначається завданням зменшення опору повітря при русі, форма чайника — його призначенням, пов'язаним з нагріванням води шляхом підведення теплової енергії знизу та забезпеченням наливання води через його носик.
Другий фактор, який визначає форму є естетичні та ергономічні (зручність, безпека роботи) вимоги. Над розробкою естетичної і ергономічної форми разом з інженерами-конструкторами працюють дизайнери (художники-конструктори).

### Матеріал виробу
Матеріал виробу вибирається відповідно до функційного призначення та умов середовища, в якому він буде працювати. При цьому враховуються властивості матеріалів: міцність, твердість, корозійна стійкість тощо.
Наприклад, матеріалом для електричних контактів служать сплави срібла чи міді, які характеризуються високою електропровідністю. Для виготовлення корпусу ракети використовуються титанові сплави, що мають комплекс необхідних властивостей: високу міцність, малу густину, корозійну стійкість та жароміцність.

### Розміри виробу
Розміри виробу також залежать від його функційного призначення. При розробці багатьох машинобудівних виробів слід прагнути до зменшення їх розмірів, що дозволить знизити масу виробу, забезпечити зручність в експлуатації та ремонті, зменшити його вартість і транспортні витрати. Таким чином забезпечується економічність виробу.
При конструюванні виробу та призначенні його розмірів враховують складність виготовлення, можливість запровадження сучасних технологій, використання недорогих конструкційних матеріалів, застосування уніфікованих і стандартизованих деталей у виробі, що забезпечує зменшення його вартості. Все перераховане входить у поняття технологічності виробу.

### Технічні вимоги
Кожному виробу формулюють технічні вимоги, які вказують на креслениках. Наприклад, на кресленику деталі вказують вид термічної обробки (загартування, відпуск), вид покриття (фарбами, лаками, хімічними покриттями) тощо.
На складальних креслениках в технічних вимогах може вказуватися порядок складання, вид стопоріння (запобігання самовідгвинчуванню) нарізьових з'єднань тощо.
До виробів ставляться експлуатаційні вимоги: простота управління, міцність та механічна жорсткість, точність виготовлення, відповідність гарантійному строку експлуатації, безпека роботи, економічність.

## Конструкторська документація
Конструкторська документація, згідно з ГОСТ 2.102-68, визначає склад і будову виробу і містить необхідні дані для його розробки, виготовлення, контролю, експлуатації, ремонту і утилізації.